# Dier en Park
Dier en Park is een in 1997 opgerichte vereniging van erkende regionale dierentuinen in Nederland. Parken aangesloten bij vereniging Dier en Park kenmerken zich door hun specialisaties. Deels door thematische collecties dieren of door hun landenthema's.
De dierbestanden lopen uiteen van vlinders, (gif)slangen, apen tot grote katachtigen als leeuwen.
De meer algemene, vaak wat grotere, dierentuinen in Nederland zijn verenigd in de Nederlandse Vereniging van Dierentuinen (NVD).

## Ledenlijst
- Almere Jungle - Almere
- Berkenhof Tropical Zoo - Langeweegje
- BestZoo - Best
- Dierenpark De Oliemeulen - Tilburg
- DoeZoo Insektenwereld - Leens
- Faunapark Flakkee - Nieuwe-Tonge
- Dierenpark Hoenderdaell - Anna Paulowna
- Hof van Eckberge - Eibergen
- Kasteelpark Born - Born
- Wereldtuinen Mondo Verde - Landgraaf
- Plaswijckpark - Rotterdam
- Reptielenzoo "SERPO" - Rijswijk
- Texel ZOO - Texel
- Vlinders aan de Vliet - Leidschendam
- Wonderwereld - Ter Apel
- Zoo Bizar - Orvelte

## Voormalig
- Expeditie Ecodrome - Zwolle

Aan de bij Dier en Park aangesloten parken zijn, indien de wet dat vereist, conform de Wet dieren dierentuinvergunningen afgegeven.